# Pseudantiora irregularis
Pseudantiora irregularis är en fjärilsart som beskrevs av Paul Dognin 1916. Pseudantiora irregularis ingår i släktet Pseudantiora och familjen tandspinnare. Inga underarter finns listade i Catalogue of Life.